# Marcello d'Aste
Marcello d'Aste (Aversa, 21 luglio 1657 – Bologna, 11 giugno 1709) è stato un cardinale e arcivescovo cattolico italiano.

## Biografia
Nacque il 21 luglio 1657.
Papa Innocenzo XII lo creò cardinale nel concistoro del 14 novembre 1699.
Morì l'11 giugno 1709.

## Genealogia episcopale e successione apostolica
La genealogia episcopale è:
- Cardinale Scipione Rebiba
- Cardinale Giulio Antonio Santori
- Vescovo Placido della Marra
- Cardinale Melchior Khlesl
- Cardinale Giovanni Battista Maria Pallotta
- Cardinale Pietro Vidoni
- Cardinale Galeazzo Marescotti
- Cardinale Marcello d'Aste

La successione apostolica è:
- Vescovo Ulrich von Federspiel (1693)